# گاوهو، جیانگشی
گاوهو، جیانگشی (به لاتین: Gaohu) یک شهرک در جمهوری خلق چین است که در شهرستان جینگان واقع شده‌است. گاوهو ۱۰۴ متر بالاتر از سطح دریا واقع شده‌است.